# Naomi (luchadora)
Trinity McCray-Fatu (Sanford, Florida, 30 de noviembre de 1987) es una luchadora  profesional y bailarina estadounidense. Actualmente trabaja para la empresa WWE, donde se presenta en la marca Raw bajo el nombre de Naomi.
Entre sus logros en WWE destaca tres reinados como Campeona Mundial Femenina y dos como Campeona Femenina en Parejas de WWE uno con Sasha Banks y otro con Bianca Belair. Aunado a lo anterior, fue la primera Campeona de Divas de FCW, y la primera mujer en ganar la WrestleMania Women's Battle Royal y recientemente la Ganadora del maletín de Money in the Bank 2025
También ha trabajado para la compañía Total Nonstop Action Wrestling (TNA), donde laboró bajo con su nombre real y tuvo un reinado como Campeona Mundial de Knockouts.

## Primeros años
Trinity McCray nació en Sanford, Florida. Se desempeñó como bailarina de fondo para el rapero Flo Rida.

## Carrera

### World Wrestling Entertainment / WWE (2009–2022, 2024-presente)

#### Territorios de desarrollo (2009-2011)
McCray fue mandada al territorio de desarrollo de la WWE, la Florida Championship Wrestling (FCW) debutando en el mes de agosto bajo el nombre de Naomi Knight. Durante el resto del año tuvo varios combates individuales y en pareja. Participó en un torneo para coronar a la primera Campeona de Divas de la FCW. En la primera ronda eliminó a Liviana, en la segunda, a Savannah y derrotó a Mia Mancini en la final, ganando el título. Tras ganar el campeonato, comenzó un feudo con la Reina de la FCW AJ Lee, ante quien retuvo el título. El 16 de diciembre perdió el Campeonato de Divas de la FCW frente a A.J.. El 13 de marzo de 2011 tuvo un combate contra la Campeona de las Divas AJ el cual no logró ganar siendo AJ la ganadora. El 31 de agosto de 2010 se anunció que participaría en la tercera temporada de NXT, siendo Kelly Kelly su Pro. Participó en combates individuales frente a divas como Maxine y Alicia Fox siendo derrotada en la mayoría de ellos. A pesar de llegar a ser una de las dos últimas concursantes, quedó en segundo lugar, ganando Kaitlyn la tercera temporada. El 17 de septiembre, hizo una aparición en SmackDown acompañando a Kelly Kelly y Rosa Mendes en su combate contra Michelle McCool y Layla. Tras esto, fue enviada de nuevo a la Florida Championship Wrestling para continuar con su desarrollo.

#### The Funkadactyls (2012-2014)

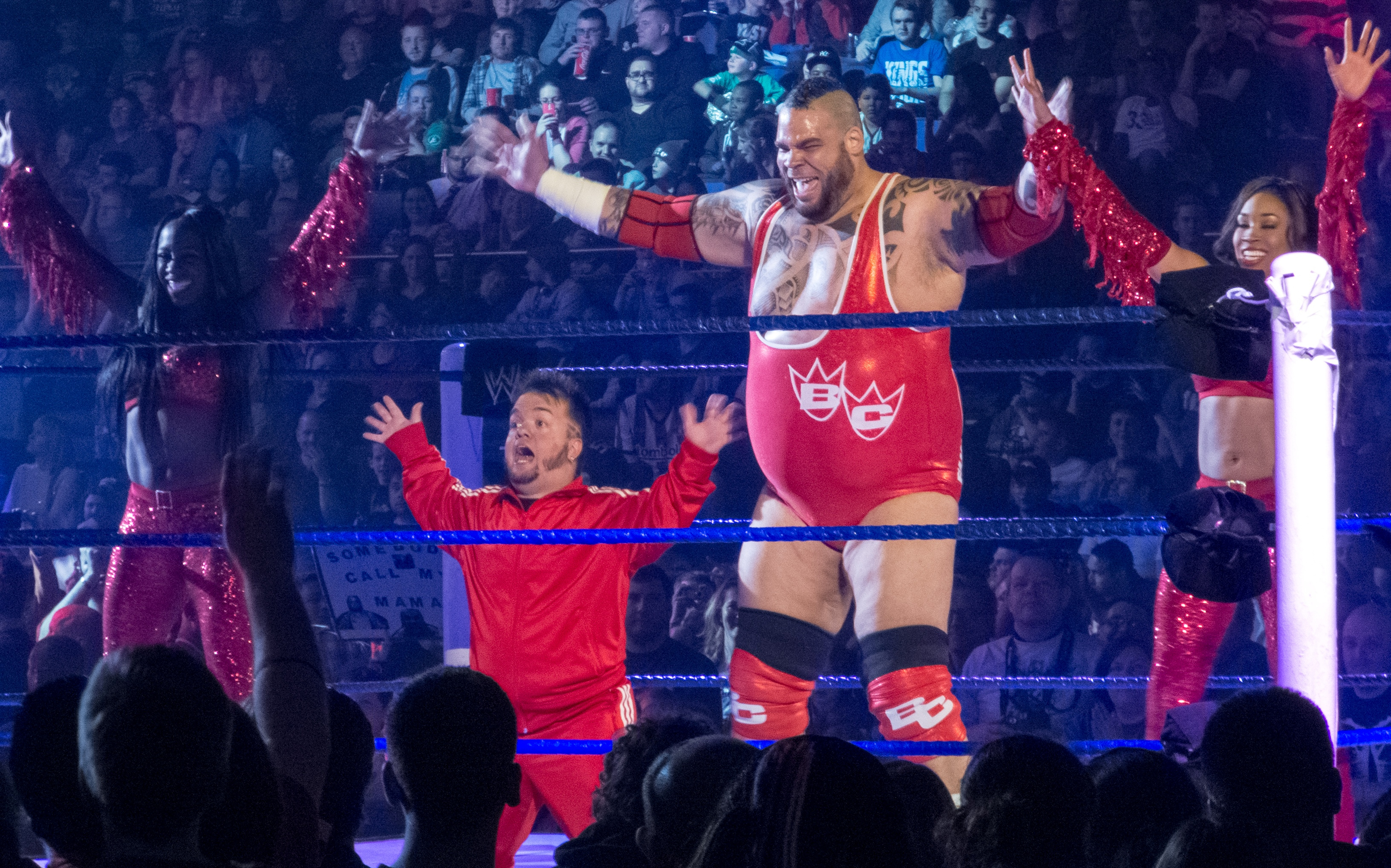
De izquierda a derecha: Naomi, Hornswoggle, Brodus Clay, y Cameron en abril de 2012.

El 9 de enero Naomi hizo su debut en WWE como acompañante de Brodus Clay junto a Cameron Lynn. Tras esto estuvo el resto del año acompañando a Clay en sus combates, junto a Cameron, siendo conocidas como The Funkadactyls. Sin embargo, no lucharía en un evento televisado de la WWE hasta el 16 de diciembre de 2012, en el Pre Show del evento TLC en donde ganó un Santa´s Helper Divas Battle Royal tras eliminar a Kaitlyn, obteniendo una lucha por el Campeonato de las Divas. En ese mismo evento se enfrentó a Eve Torres, siendo derrotada. A partir del 28 de diciembre Naomi empezó a formar equipo con su compañera Cameron atacando en varias ocasiones a Rosa Mendes y derrotando a equipos como el de Aksana y Tamina Snuka & Alicia Fox y Natalya.
A principios de 2013, Tensai se unió al grupo de Brodus Clay, Cameron y Naomi. El 15 de marzo en el episodio de SmackDown fueron atacadas por The Bella Twins (Brie Bella & Nikki Bella), comenzando un feudo con estas. Tras su feudo con The Bella Twins empezaron a involucrarse en las luchas Brodus Clay & Tensai contra Team Rhodes Scholars (Damien Sandow & Cody Rhodes). Tras esto se pactó una lucha en WrestleMania 29 entre Tons of Funk (Brodus Clay & Tensai) & The Funkadactyls contra Team Rhodes Scholars (Damien Sandow & Cody Rhodes) & The Bella Twins. Sin embargo, fue cancelada por falta de tiempo, realizándose el 8 de abril en Raw donde su equipo salió victorioso después de que Brodus Clay cubriera a Damien Sandow. El 22 de abril en Raw, participó en un battle royal para ser la contendiente #1 al Campeonato de las Divas, pero fue eliminada por Tamina. A mediados de 2013, la WWE estrenó el reality show Total Divas, donde The Bellas Twins eran las protagonistas, junto a las luchadoras Naomi, Cameron y Natalya. El 26 de agosto en Raw, la Campeona de Divas AJ Lee insultó a todas las participantes en el Reality Show, por lo que en Night of Champions, Lee defendió el título ante Naomi, Bella y Natalya, reteniendo el título con éxito. En Survivor Series el equipo Total Divas (Eva Marie, Cameron, Naomi, Natalya, Nikki y Brie) derrotaron al equipo True Divas (Alicia Fox, Summer Rae, Tamina Snuka, Aksana, Rosa Mendes, Kaitlyn y AJ Lee). El 25 de noviembre en Raw su equipo volvió a derrotar a las True Divas en la revancha. En TLC Brodus Clay discutió con Tensai y con The Funkadactyls en su combate contra R-Truth haciendo que Tensai y The Funkadactyls lo dejaran solo.
En enero, Naomi recibió un push, derrotando a la Campeona de Divas AJ Lee tanto en combates en parejas como individuales. En el episodio del 3 de febrero de Raw, después de Naomi derrotara a Aksana en un combate, Alicia Fox trató de atacarla, pero fue detenida por Cameron. Durante el combate, Naomi sufrió una fractura desplazada del hueso orbital, quedando inactiva. El 17 de marzo episodio de Raw, Naomi volvió a la televisión haciendo equipo con Cameron para derrotar al equipo de AJ Lee & Tamina , cuando ella cubrió a AJ.
En WrestleMania XXX tuvo una oportunidad por el Campeonato de Divas, pero no logró ganar siendo AJ Lee quien ganara la lucha y retuviera el título. El 15 de abril en Main Event luchó en un battle royal por ser la contendiente #1 al Campeonato de las Divas, pero fue eliminada por Tamina.

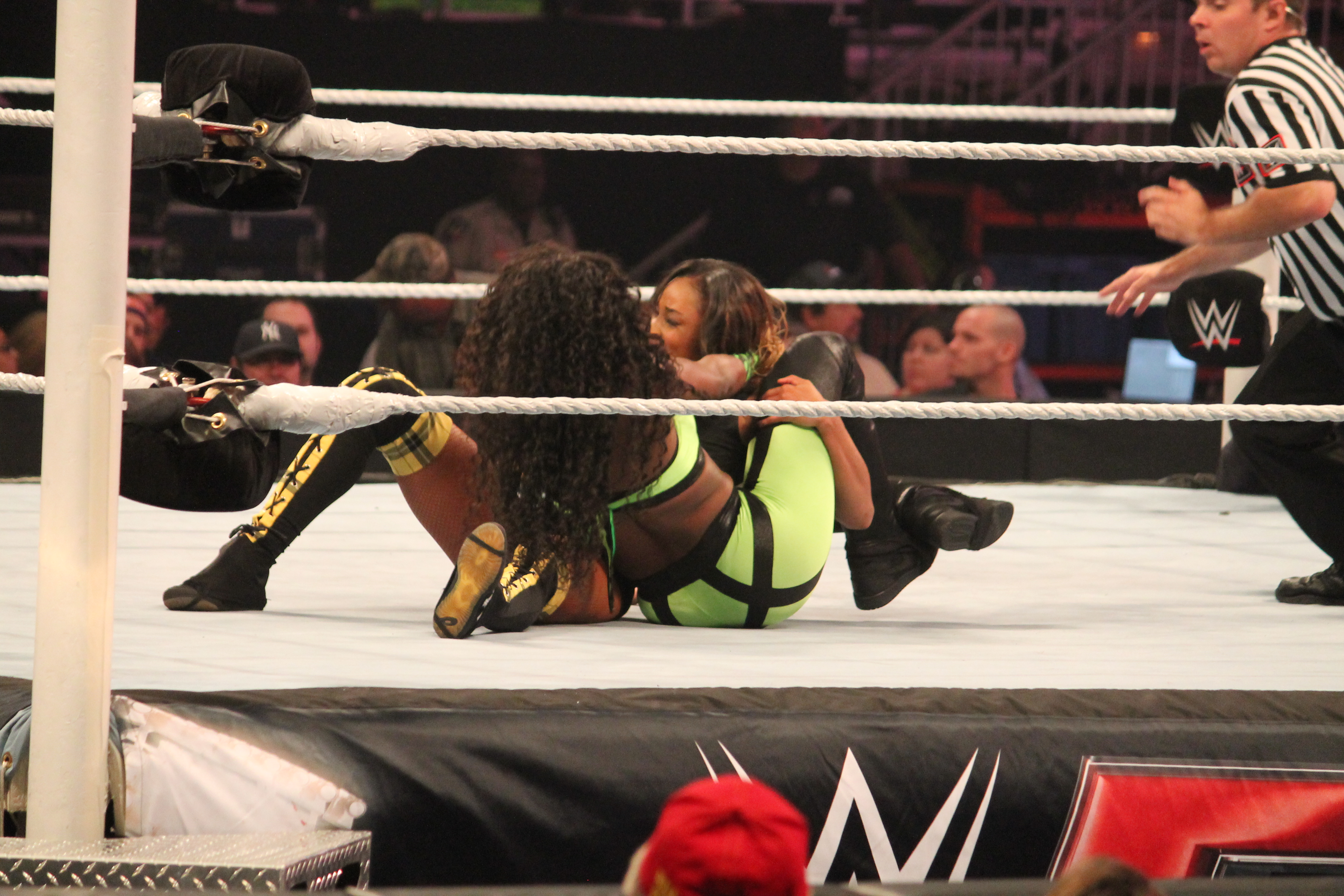
Naomi (vestida de verde) durante un combate contra Cameron en 2014.

El 17 de junio de 2014 en un episodio de Main Event, Naomi venció a la nueva Campeona de Divas Paige, mientras que Cameron quien empezó a tener actitudes heel, atacó a Paige después de su combate, el combate terminó con Paige golpeando a Cameron. Naomi luego le daría la mano a Paige, haciendo alusión a la disolución de The Funkadactyls. En Money in the Bank fue derrotada por Paige en una lucha titular. El 30 de junio Cameron tuvo un pequeño enfrentamiento contra Naomi, después de que esta última se diera el relevo y derrotar a Nikki Bella en una lucha en desventaja. El 7 de julio en Raw después de perder una lucha junto a Cameron por equipos en contra de AJ Lee & Paige, volvió a pelearse con su compañera de equipo, esta vez disolviendosé definitivamente The Funkadactyls, con Cameron cambiando a heel y Naomi quedando como face. El 20 de julio perdió ante Cameron en el Kick Off de WWE Battleground. En septiembre y octubre, continuó su feudo con Cameron, ganando todos los combates.
El 31 de octubre participó en una battle royal para definir a la nueva contendiente por el Campeonato de las Divas, pero no logró ganar siendo eliminada por Natalya. En Survivor Series el Team Fox (Alicia Fox, Natalya, Emma & Naomi) derrotaron al Team Paige (Paige, Cameron, Layla & Summer Rae) en un Divas Traditional Survivor Series Elimination Match.

#### Divas Revolution (2014-2015)
En diciembre, Naomi se involucró con The Usos en una enemistad con The Miz, en la que la su relación con Jimmy se reconoció abiertamente en pantalla. Miz comenzó a ofrecerle a tener más éxito en su carrera, así como mostrar algunos indicios de coqueteo, para gran consternación de Jimmy. El 15 de diciembre en el WWE Tribute to the Troops Naomi ganó un Santa's Little Helpers Battle Royal. El 16 de diciembre episodio de Main Event, Naomi apareció en "Miz TV", donde Miz consiguió una lucha por el Campeonato de Divas contra Nikki Bella más tarde esa noche en Super SmackDown. Miz saldría a mitad del combate para apoyar a Naomi, pero perdió después de que Jimmy la distrajo accidentalmente debido a su ira contra Miz por estar ahí. Pese a esto Naomi continuó su relación con Jimmy y estuvo presente cuando The Usos ganaron los Campeonatos por Parejas el 29 de diciembre en Raw ante The Miz y Damien Mizdow.
El 5 de enero en Raw fue atacada por Alicia Fox comenzando un feudo entre ellas, en ese mismo evento junto con The Usos fueron derrotados por The Miz, Damien Mizdow y Alicia Fox. Después Alicia Fox volvió a derrotarla en varias luchas, incluyendo una con desventaja de Naomi el 12 de enero. Después continuo acompañando a The Usos en sus luchas contra Tyson Kidd y Cesaro, donde empezó a tener rivalidad con Natalya. El 14 de enero derrotó a Natalya, al final del combate se dieron la mano en señal de respeto. Sin embargo, Natalya empezó a distraer a The Usos en sus luchas, comenzando un feudo con ella camino a WrestleMania. En WrestleMania 31 acompañó a The Usos en su lucha por los Campeonatos en Parejas, pero fueron derrotados. 

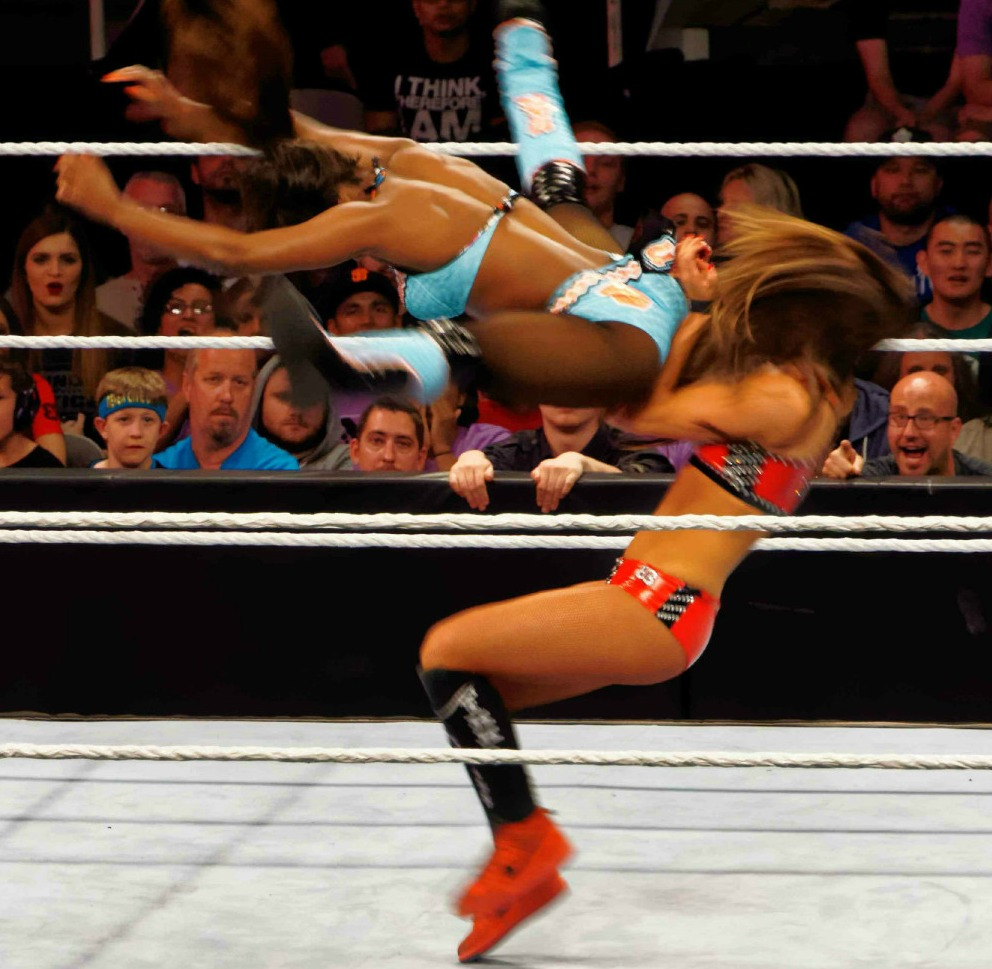
Naomi aplicándole un rear view a Nikki Bella durante un combate en Raw, marzo de 2015.

El 30 de marzo junto a AJ Lee y Paige derrotaron a The Bella Twins y Natalya, donde empezó un feudo con Nikki Bella en torno al Campeonato de las Divas tras cubrirla. El 13 de abril participó en un Raw Divas Battle Royal para nombrar a la primera contrincante para el Campeonato de Divas pero no logró ganar siendo Paige quien ganara la lucha, luego del combate atacó a Paige cambiando a heel, solo que más tarde se dio a conocer que Paige quedó lesionada gracias a su ataque (Kayfabe). En Extreme Rules Naomi fue derrotada por Nikki Bella después de un «Rack Attack» luego de una interferencia de Brie Bella, donde estuvo en juego el Campeonato de Divas. A principios de mayo formó una alianza con Tamina a partir de un House Show y el 4 de mayo en Raw atacaron a The Bella Twins. En Payback, Naomi y Tamina derrotaron a The Bella Twins, luego de una distracción por Tamina. El 18 de mayo fue derrotada por Nikki Bella por descalificación por interferencia de Tamina en un combate por el Campeonato de las Divas, luego del combate Naomi y Tamina atacaron a Nikki pero fue salvada por Paige quien hacía su regreso.
En Elimination Chamber fue derrotada por Nikki Bella en una lucha por el Campeonato de Divas, en donde también participaba Paige. El 15 de junio rechazó la oferta de Paige en formar una alianza junto con las demás Divas para que la acompañaran en su lucha en desventaja contra The Bella Twins.
El 13 de julio en Raw Stephanie McMahon tomó la decisión de ascender algunas divas de NXT al roster principal como parte de una revolución femenina en la WWE. Naomi acompañada de Tamina se pronunció frente a Stephanie reclamando por su parte en esta confrontación, Stephanie introdujo a Sasha Banks aliándola con Naomi y Tamina. A esta alianza se le denominó Team B.A.D. (Beautiful And Dangerous). El feudo fue entre el Team B.A.D, Team Bella (The Bella Twins y Alicia Fox) y Team PCB (Paige, Becky Lynch y Charlotte). Semanas posteriores a su alianza con Banks empezó a tener combates contra las integrantes de los otros dos equipos, en luchas individuales, por parejas o por tercias. La rivalidad culminó el 23 de agosto en SummerSlam, la lucha pactada fue la primera triple amenaza de equipos entre mujeres en WWE, sin embargo el equipo de Naomi fue el primer eliminado de la contienda después de que Brie Bella cubriera a Tamina. Tras esto, fueron en contra de Natalya, teniendo varios combates contra ella.

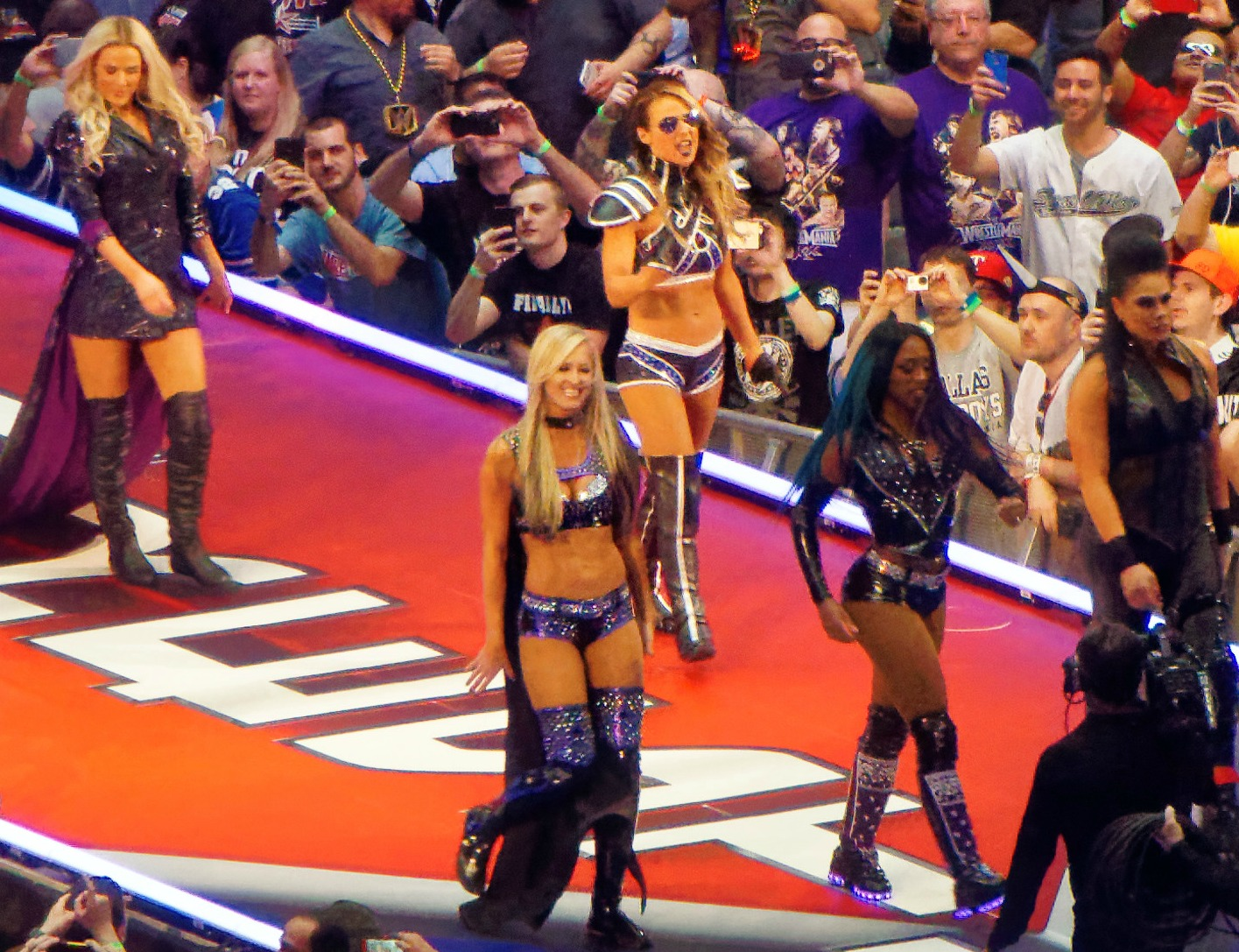
Naomi (al centro frontal) junto a sus compañeras de Team B.A.D. & Blonde haciendo su entrada en WrestleMania 32, abril de 2016.

El 1 de febrero del 2016 se desintegró la alianza con Sasha Banks, esto después de que Banks se dirigiera a Naomi y Tamina como que ya no eran necesarias y seguiría su camino, Naomi y Tamina atacaron a Banks interrumpiendo la lucha que esta tenía contra Becky Lynch. Este ángulo culminó con la derrota de Naomi y Tamina en Fastlane ante Banks y Lynch.
Durante las siguientes semanas, Lana acompañaba al Team B.A.D. en sus luchas, después también se unieron Emma y Summer Rae. En WrestleMania 32, el Team Total Divas (Brie Bella, Alicia Fox, Paige, Natalya & Eva Marie) derrotó al Team B.A.D and Blonde (Naomi, Lana, Tamina, Emma y Summer Rae). Al día siguiente en Raw, Naomi se presentó con Tamina y el resto de las luchadoras al acto ceremonial del nuevo Campeonato Femenino de WWE, pero se retiró debido a los comentarios irrespetuosos de Charlotte. Tras esto, estuvo ausente por un tiempo debido a una lesión.

#### Campeona Femenina de SmackDown (2016-2017)
El 19 de julio fue enviada a SmackDown como parte del Draft. El 26 de julio en SmackDown, reapareció confrontando a Becky Lynch, Natalya, Alexa Bliss y a Carmella. El 16 de agosto en SmackDown, reapareció bajo una nueva imagen para enfrentarse a Eva Marie pero esta no se había presentado por lo que la lucha fue cancelada. Esa misma noche durante el combate entre Becky Lynch y Carmella contra Natalya y Alexa Bliss, intervino confrontando a Eva Marie (quien nuevamente interfirió una lucha), cambiando a face. En Summerslam, hizo equipo con Becky Lynch y Carmella contra Natalya, Alexa Bliss y Nikki Bella, pero perdieron la lucha. El 23 de agosto, el gerente de SmackDown Live y el comisionado Shane McMahon anunciaron la creación del SmackDown Live Women's Championship y que Naomi, Becky Lynch, Nikki Bella, Alexa Bliss, Carmella y Natalya lucharían por él en Backlash en un Women Six Pack Challenge. En Backlash, eliminó a Alexa Bliss, pero fue eliminada por Natalya. En No Mercy derrotó a Alexa Bliss. En Survivor Series formó equipo junto a Alexa Bliss, Becky Lynch, Carmella y Natalya enfrentándose a Charlotte, Sasha Banks, Bayley, Nia Jax y Alicia Fox, sin embargo fue eliminada por Nia Jax, y perdiendo su equipo.
El 24 de enero de 2017, en SmackDown, reapareció para luchar contra Natalya. Sin embargo la lucha fue cancelada, debido a un ataque de Nikki Bella hacia Natalya en bastidores, luego de que esta última la atacara más temprano. Tras esto, Alexa Bliss salió para burlarse de ella, comenzando una rivalidad con esta. En Royal Rumble, derrotó junto con Nikki Bella y Becky Lynch derrotó a Alexa Bliss, Natalya y Mickie James. El 31 de enero en SmackDown volvió a cubrir a Bliss durante una lucha en pareja junto Becky Lynch, ganado un combate por el título. En Elimination Chamber, derrotó a Bliss, ganando el Campeonato Femenino de SmackDown. Sin embargo, tras una semana dejó el título vacante debido a una lesión en la rodilla. Hizo su regreso el 28 de marzo atacando a Natalya, Carmella y a la campeona Alexa Bliss. En WrestleMania 33 ganó el Campeonato Femenino de SmackDown por segunda vez antes Alexa Bliss, Carmella, Natalya, Mickie James y Becky Lynch.
El 18 de abril, tuvo una contienda contra Charlotte en el que si Charlotte ganaba, obtendría una oportunidad al Campeonato Femenino de SmackDown, y así fue. En la emisión de SmackDown del 25 de abril, disputó su lucha en contra de Charlotte por el Campeonato Femenino de SmackDown siendo este combate el Main Event de la noche, sin embargo estas fueron brutalmente atacadas por Natalya, Carmella y Tamina quedando el combate en descalificación, y así poder retener su título. Las semanas siguientes tanto ella como Charlotte Flair siguieron siendo atacadas por estas hasta que Becky Lynch salió para ayudarlas, pactándose una pelea por equipos en Backlash, en la cual perdieron las tres frente a Natalya, Carmella y Tamina. El 6 de junio Lana hizo su debut confrontando a Naomi, pactándose un combate por el título en Money in the Bank, en el cual Naomi retuvo el campeonato. El 28 de junio y 5 de julio, volvió a retener el título ante Lana. El 20 de agosto en SummerSlam, Naomi fue derrotada por Natalya perdiendo el Campeonato Femenino de SmackDown. En el episodio de SmackDown del 12 de septiembre tuvo su revancha al Campeonato Femenino de SmackDown contra Natalya, perdiendo la lucha. 
En Survivor Series formó parte del Team SmackDown que fue derrotado por el Team Raw, durante la lucha fue eliminada por Sasha Banks. Posteriormente se aliaría con Becky Lynch y Charlotte Flair para enfrentar al Riott Squad (Ruby Riott, Liv Morgan y Sarah Logan) las semanas siguientes, iniciando así una rivalidad.

#### Varias historias y suspensión (2018-2022)

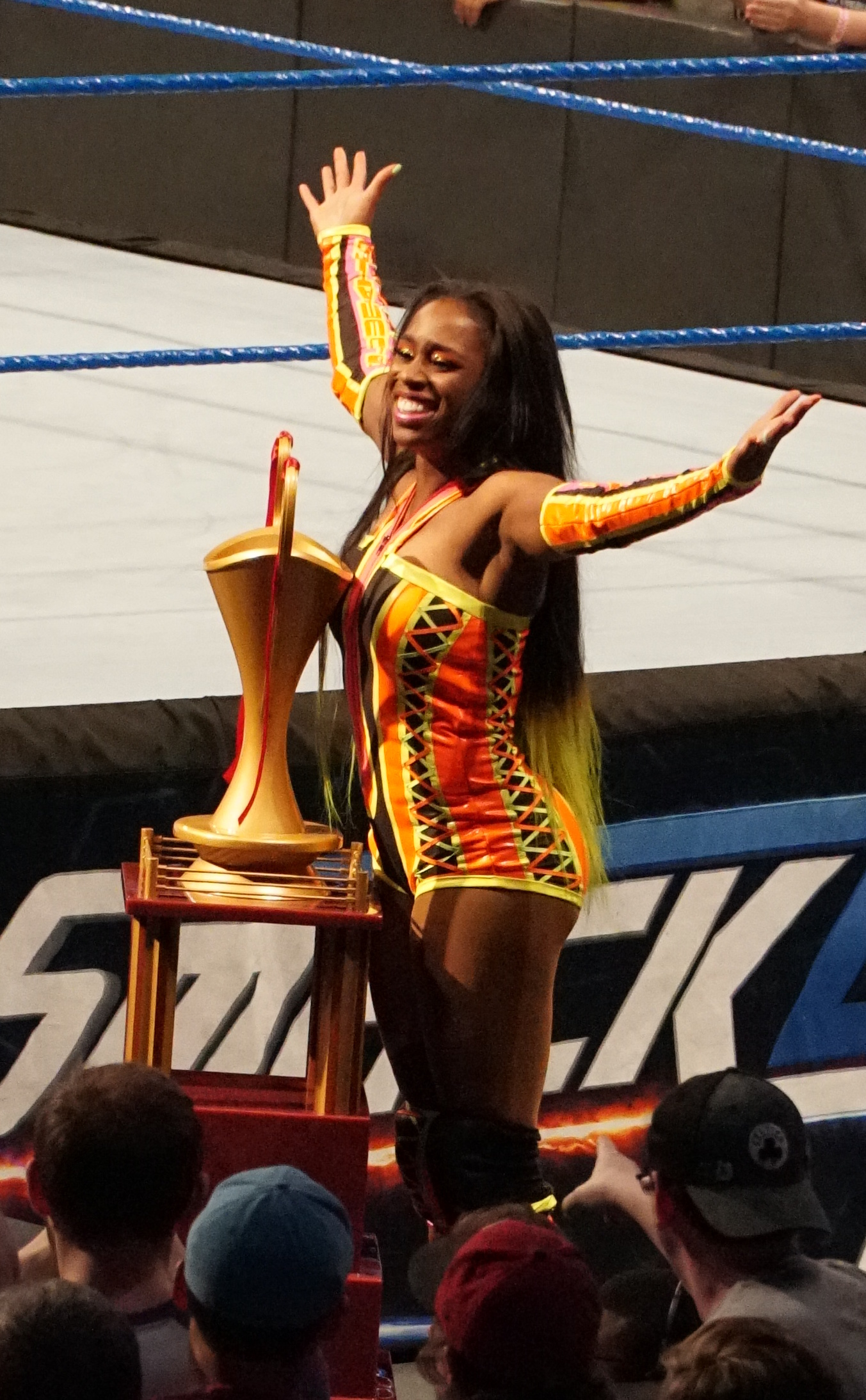
Naomi posando junto a su trofeo del WrestleMania Women's Battle Royal inaugural, 2018.

El 28 de enero del 2018, participó en el primer Royal Rumble Match en WWE entrando como #20, sin embargo no logró ganar al ser eliminada por Nia Jax. En marzo, Naomi y Becky Lynch comenzaron una breve pelea contra Carmella y Natalya, lo que llevó a un partido de equipo en Fastlane donde fueron derrotadas. En WrestleMania 34, Naomi ganó la batalla inaugural WrestleMania Women's Battle Royal al eliminar a Bayley. En el episodio del 22 de mayo de SmackDown, Naomi calificó para el Women's Money in the Bank después de derrotar a Sonya Deville. En Money in the Bank no logró ganar el maletín, siendo Alexa Bliss quien saldría ganadora. A finales de agosto, Naomi inició una rivalidad con The IIconics (Billie Kay y Peyton Royce) llevándola a enfrentarlas individualmente saliendo derrotada, sin embargo se vio forzada a aliarse con Asuka por las interferencias de Royce y Kay durante sus combates. Dicho feudo culminó en WWE Super Show-Down con la derrota de Naomi y Asuka. En Evolution participó en una battle royal por una oportunidad titular, pero fue eliminada por Tamina. En Survivor Series fue la capitana del Team SmackDown y junto a Mandy Rose, Sonya Deville, Carmella y Asuka enfrentó al Team Raw quien estaba conformado por Sasha Banks, Tamina, Mickie James, Nia Jax y Bayley, sin embargo fueron derrotadas. El 18 de diciembre, respondió el reto abierto de Asuka para enfrentarse a ella por el Campeonato Femenino de SmackDown, pero salió derrotada. A finales de diciembre, Naomi comenzó una rivalidad con Mandy Rose, después de que esta hubiera tratado de seducir a Jimmy Uso.
El 15 de enero irrumpió la habitación del hotel en el que se encontraba Mandy Rose atacándola furiosamente, después de que esta intentara seducir a Jimmy Uso momentos antes. Sin embargo, Rose le reveló a Sonya Deville que en realidad no estaba enamorada de Jimmy, solamente buscaba la manera de hacer enfurecer a Naomi. Tras esto, la semana siguiente ambas se enfrentaron, siendo derrotada. En Royal Rumble participó en el Women's Royal Rumble Match entrando como número 16, en donde logró eliminar a Mandy Rose, quien tras una pelea esta misma la eliminó en venganza.
El 4 de febrero en SmackDown, Naomi anunció que formaría equipo con Carmella, para participar en el combate por los Campeonatos Femeninos en Parejas en una Elimination Chamber Match. En Elimination Chamber participaron en dicho combate por los títulos, pero no lograron ganar al ser eliminadas por The IIconics. En WrestleMania 35 participó en el WrestleMania Women's Battle Royal, pero fue eliminada por Ember Moon. El 15 de abril, debido al Superstar Shake-up, fue transferida a la marca Raw debutando en equipo con Bayley para derrotar a The IIconics. El 29 de abril en Raw, Alexa Bliss anunció a través de su segmento "A Moment of Bliss" que Naomi participaría en el Women's Money in the Bank Ladder match en Money in the Bank, en dicho evento salió derrotada siendo Bayley la ganadora. El 15 de julio Naomi se enfrentó a Carmella, Alexa Bliss y Natalya en un Fatal 4-Way Elimination Match para determinar la contendiente #1 por el Campeonato Femenino de Raw contra Becky Lynch en SummerSlam, sin embargo fue la segunda eliminada por Natalya, siendo esta misma quien ganó el combate. Tras esto, estuvo ausente el resto del año por problemas personales.
Naomi regresó el 26 de enero de 2020 en el Royal Rumble Match como número 18, donde duró 22 minutos, pero fue eliminada por Shayna Baszler. 
En el Smackdown del 31 de enero regresó a su marca interrumpiendo una promo de la actual Campeona Femenina de SmackDown, Bayley, donde fue atacada por está última, pero Naomi logró devolver el ataque. En el SmackDown del 7 de febrero se enfrentó a Carmella, Alexa Bliss & Dana Brooke en una Fatal-4 Way Match por una oportunidad al Campeonato Femenino de SmackDown de Bayley, sin embargo ganó Carmella. La siguiente semana, Bayley retuvo ante Carmella de manera ilegal al apoyarse con las cuerdas, al final de la lucha tanto Naomi como Carmella atacaron a Bayley por lo que el día 21 de febrero se pactó una lucha entre ambas donde Naomi salió victoriosa para convertirse en la contendiente #1 contra Bayley en WWE Super Show-Down, sin embargo, en dicho evento Naomi salió derrotada. El 20 de marzo Paige reveló las contendientes de Bayley por el Campeonato Femenino de SmackDown para WrestleMania, siendo Sasha Banks, Dana Brooke, Lacey Evans y Naomi las contendientes en un Fatal-5 Way elimination Match. Días después se informó que Tamina reemplazaría a Brooke. En dicho evento, Naomi logró eliminar a Tamina juntos con ayuda de las otras tres contendientes, sin embargo fue la segunda eliminada por Banks. El 17 de abril Naomi se enfrentó a Dana Brooke por un lugar en Money in the Bank, sin embargo salió derrotada. En el episodio del 21 de agosto de SmackDown, Naomi se enfrentó tanto a Sasha Banks como a Bayley en un Beat the Clock Challenge en donde fue dorrotada por Banks pero obtuvo la victoria sobre Bayley.  Tras esto, estuvo ausente el resto del año debido a que se sometió a una cirugía por un fibroma. Durante su tiempo de inactividad, el 9 de octubre, debido al draft 2020 fue traspasada de  SmackDown a Raw.
Naomi regresó en el Royal Rumble, participando en la Women's Royal Rumble Match, entrando de #2, sin embargo fue eliminada por Shayna Baszler. A la noche siguiente en Raw, hizo equipo con Lana derrotando a Asuka & Charlotte Flair y a Dana Brooke & Mandy Rose en una Triple Threat Tag Team Match ganando una oportunidad a los Campeonatos Femeninos en Parejas de la WWE de Nia Jax & Shayna Baszler. Dicho combate tuvo lugar el 8 de marzo en Raw donde salieron derrotadas después de la intervención de Reginald. En la Noche 1 de WrestleMania 37, junto a Lana participaron en la Tag Team Turmoil Match por una oportunidad a los Campeonatos Femeninos en Parejas de la WWE de Nia Jax & Shayna Baszler para la Noche 2 de WrestleMania 37, entrando de primeras, sin embargo fueron eliminadas por Carmella & Billie Kay. El 21 de junio en Raw, junto con Asuka, clasificó para el Women's Money in the Bank Ladder match en Money in the Bank, tras derrotar a Eva Marie y Doudrop. Sin embargo, en dicho evento no logró ganar. Tiempo después de informó que sería traspasada de Raw a SmackDown. Hizo su regreso a SmackDown el 27 de agosto, sin embargo la Gerente General Sonya Deville le informó que no había planes para ella. Las siguientes semanas, Deville siguió negándole luchas, hasta que el 15 de octubre ella misma pacto una entre ambas revelando minutos antes del combate que sería un Handicap Match incluyendo a Shayna Baszler en el cual Naomi perdió. Las siguientes semanas Deville siguió interfiriendo en las luchas de Naomi favoreciendo a Baszler, el 29 de octubre como árbitro especial y reiniciando la lucha que Naomi había ganado el 5 de noviembre. 
Tras varias interferencias de Deville en los combates de Naomi, se pactó una lucha entre ambas el 29 de enero en donde Naomi logró la victoria. En el Royal Rumble Naomi entró de #14, en donde logró eliminar a Deville pero luego de esto la misma Deville la eliminó. En el SmackDown! del 11 de febrero, se enfrentó a Charlotte Flair por el Campeonato Femenino de SmackDown!, sin embargo perdió, después del combate Ronda Rousey la salvó. Tras esto, se pacto una lucha entre equipos en Elimination Chamber en la cual Naomi y Rousey salieron ganadoras. El 25 de febrero, Naomi reveló que formaría equipo una vez más con Sasha Banks desde su alianza en 2015 cuando eran conocidas como Team B.A.D., además de que ambas irán tras los Campeonatos femeninos en parejas de Queen Zelina y Carmella.
El 3 de abril en WrestleMania 38, Naomi y Sasha derrotaron a Zelina & Carmella, Rhea Ripley & Liv Morgan y Natalya & Shayna Baszler, ganando por primera vez los campeonatos femeninos en parejas y convirtiéndola en la segunda mujer (detrás de Charlotte Flair) con más victorias en WrestleMania, contando con tres al igual que Trish Stratus. Tuvieron su primera defensa exitosa por lo títulos ante Rhea Ripley y Liv Morgan el 18 de abril en Raw. El 13 de mayo derrotaron a Natalya y Shayna Baszler en SmackDown reteniendo los títulos una vez más.
Antes de la emisión del episodio de Raw del 16 de mayo de 2022, Naomi y Banks tuvieron un altercado con el directivo de la WWE  John Laurinaitis, por el cual tras el altercado abandonaron la arena, y por el cual ante el conocimiento del dueño de la empresa Vince McMahon, fue despojada de su título en parejas y declarado vacante. Posterior a esto, se anunció que junto a Sasha Banks, fue suspendida de forma indefinida, su presencia fue eliminada de la publicidad y su mercancía fue retirada de la tienda oficial de la WWE.
En marzo de 2023, después de casi un año de especulaciones sobre su futuro en WWE, Fatu confirmó a través de una interacción con sus fanáticos, que ya no trabajaba para la empresa.
En enero de 2024, en Royal Rumble (2024) Naomi ingresó como la participante número 2, haciendo su regreso oficial a la compañía.

### Impact Wrestling / Total Nonstop Action Wrestling (2023-2024)
El 28 de abril de 2023, Fatu hizo su debut para Impact Wrestling durante las grabaciones de un episodio de Impact!, donde apareció utilizando el nombre de Trinity. Apareció durante un enfrentamiento entre ella, la campeonato mundial Knockouts de Impact Deonna Purrazzo y Jordynne Grace, durante la cual proclamó su intención de ganar el título. El 26 de mayo en Under Siege, Trinity compitió en su primer combate de pago por visión desde WrestleMania 38, derrotando a Gisele Shaw. En Slammiversary el 15 de julio, logró destronar el reinado de Purrazzo para convertirse en la nueva campeona.
En Hard to Kill, perdió el campeonato mundial Knockouts de TNA en un mano a mano contra Jordynne Grace, poniendo fin a un reinado de 182 días. Tras perder la revancha por el título, Trinity se despidió de los aficionados de TNA, siendo esta su última aparición en la compañía.

### Regreso a WWE (2024-presente)
El 27 de enero de 2024, en Royal Rumble, Naomi apareció como ingreso sorpresa al Royal Rumble femenino con la entrada número dos, durando una hora y dos minutos en la contienda, en donde logro eliminar a Alba Fyre y Becky Lynch antes de ser eliminada por Jade Cargill. En el episodio del 2 de febrero de SmackDown, se unió oficialmente a la antedicha marca y oficializó su regreso a WWE. El 16 de febrero derrotó a Alba Fyre logrando clasificar para el Elimination Chamber Match por una oportunidad al Campeonato Mundial Femenino. Sin embargo, en dicho evento no logró ganar.
En el evento de Money in the Bank de la WWE 2025, desarrollado el 7 de junio de 2025, ganó el maletín, descolgandolo, por el cual se convirtió en la primera luchadora afroamericana en conseguir el contrato.
En el evento Evolution  del 13 de julio, perdió contra Cargill en una lucha sin restricciones. Más tarde esa misma noche, Naomi canjeó su contrato de Money in the Bank durante el combate por el Campeonato Mundial Femenino y se convirtió en tricampeona mundial femenina por sobre la campeona reinante Iyo Sky.

## Vida personal
Trinity contrajo matrimonio con Jonathan Fatu (Jimmy Uso) en 2014, misma que fue televisada como parte de Total Divas. Ella es la madrastra de los dos hijos de Fatu.
Al anunciar su embarazo el 18 de agosto de 2025, durante el episodio de Raw, entrego el título.

## Otros medios

### Música
En la música, Trinity saco a mediados de 2014 año su primer sencillo titulado "Dance all Night", además es la intérprete de su actual tema de entrada "Amazing" en colaboración con CFO$.

### Videojuegos
| Año  | Juego                             | Notas                                                     | Marca          |
| ---- | --------------------------------- | --------------------------------------------------------- | -------------- |
| 2012 | WWE '13                           | Debut - NPC (como bailarina en la entrada de Brodus Clay) |                |
| 2013 | WWE 2K14                          | NPC (como bailarina en la entrada de Brodus Clay)         |                |
| 2014 | WWE 2K15 WWE SuperCard            | Debut como personaje jugable                              | Raw            |
| 2015 | WWE 2K16                          |                                                           | Raw            |
| 2016 | WWE 2K17                          |                                                           | SmackDown      |
| 2017 | WWE 2K18 WWE: TapMania            |                                                           | SmackDown Live |
| 2018 | WWE 2K19 WWE Mayhem WWE Champions |                                                           | SmackDown Live |
| 2019 | WWE 2K20                          |                                                           | Raw            |
| 2020 | WWE 2K Battlegrounds              |                                                           |                |
| 2022 | WWE 2K22                          |                                                           | SmackDown      |

## Filmografía
| Televisión | Televisión                 | Televisión | Televisión |
| Año        | Programa                   | Papel      |            |
| ---------- | -------------------------- | ---------- | ---------- |
| 2013-2019  | Total Divas'               | Ella misma |            |
| 2015       | WWE Tough Enough           | Ella misma |            |
| 2017       | The Marine 5: Battleground | Murphy     |            |
| 2018       | Ridiculousness             | Ella misma |            |
| 2019       | The Misery Index           | Ella misma |            |

## Campeonatos y logros

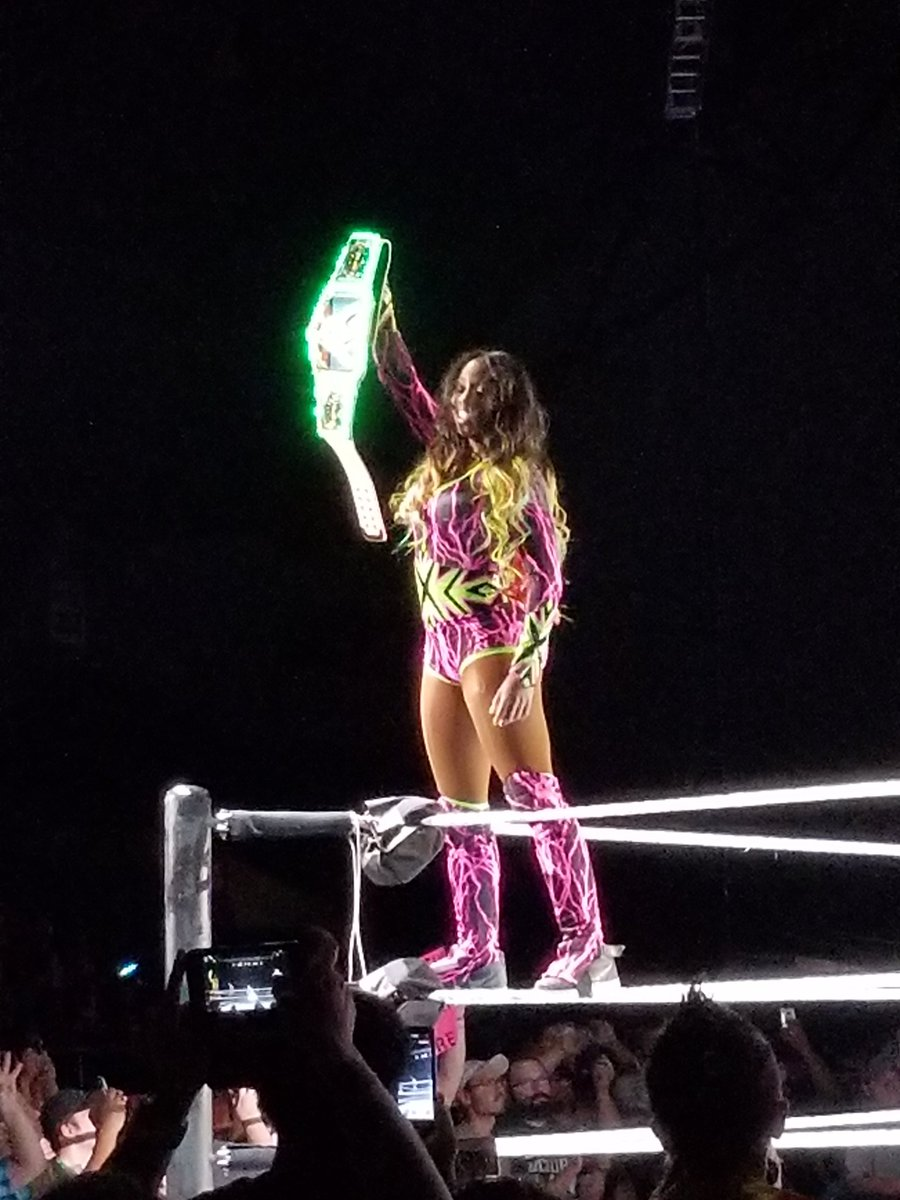
Naomi ha sido tres veces Women's World Championship.

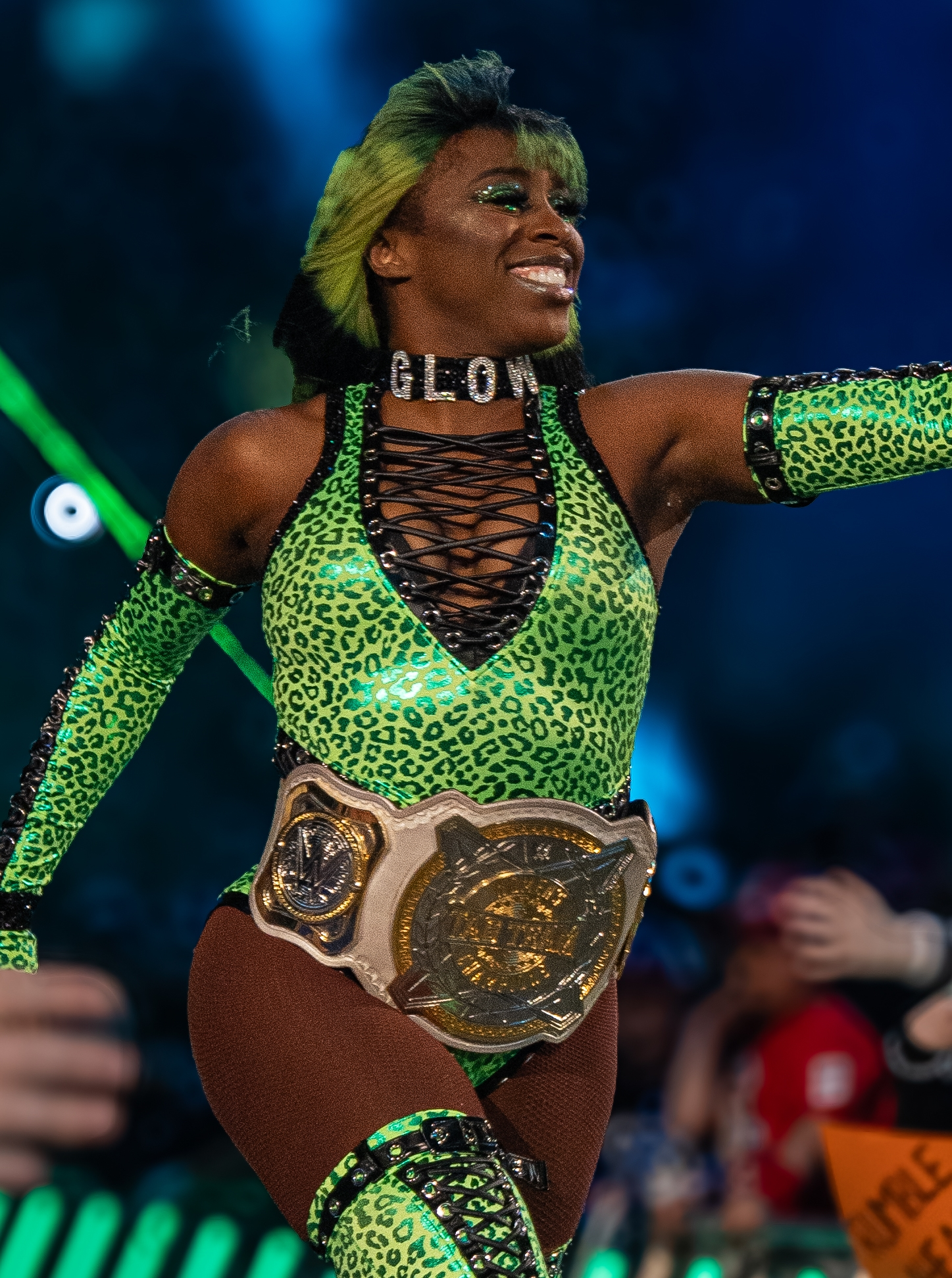
Naomi con el cinturón del WWE Women's Tag Team Championship.

- Florida Championship Wrestling/FCW
  - FCW Divas Championship (Inaugural, 1 vez)

- Impact Wrestling/Total Nonstop Action Wrestling
  - Impact/TNA Knockouts World Championship (1 vez).

- World Wrestling Entertainment/WWE
  - Women's World Championship (3 veces)
  - WWE Money in the Bank (2025)
  - WWE Women's Tag Team Championship (2 veces) - con Sasha Banks (1) y Bianca Belair (1)
  - WrestleMania Women's Battle Royal (Primera Ganadora)
  - Slammy Award (1 vez)
    - Best Dance Moves of the Year (2013) – con Cameron as The Funkadactyls[41]

  - WWE Year–End Award (1 vez)
    - Most Underrated Superstar of the Year (2018)[42]

- Pro Wrestling Illustrated
  - Situada en el Nº48 en el PWI Female 50 en 2010
  - Situada en el Nº24 en el PWI Female 50 en 2013
  - Situada en el Nº39 en el PWI Female 50 en 2014
  - Situada en el Nº7 en el PWI Female 50 en 2015
  - Situada en el Nº25 en el PWI Female 50 en 2016
  - Situada en el Nº9 en el PWI Female 50 en 2017
  - Situada en el Nº25 en el PWI Female 100 en 2018
  - Situada en el Nº41 en el PWI Female 100 en 2019.
  - Situada en el Nº63 en el PWI Female 100 en 2020.
  - Situada en el Nº80 en el PWI Female 150 en 2021
  - Situada en el Nº47 en el PWI Female 150 en 2022
  - Situada en el Nº23 en el PWI Female 250 en 2023

- Wrestling Observer Newsletter
  - Peor feudo del año (2015) – Team PCB vs. Team B.A.D. vs. Team Bella
  - Peor lucha del año (2013) con Brie Bella, Cameron, Eva Marie, Jojo, Natalya & Nikki Bella vs. AJ Lee, Aksana, Alicia Fox, Kaitlyn, Rosa Mendes, Summer Rae & Tamina Snuka el 24 de noviembre.[43]